# Morpho helenor
Morpho helenor (Cramer, 1776), il morfo di Helenor, è una farfalla neotropicale che si trova in Panama, El Salvador, Nicaragua, Costa Rica, Messico, Suriname, Guiana francese, Bolivia, Colombia, Perù, Ecuador, Venezuela, Honduras, Guatemala, Paraguay, Brasile, Argentina e Trinidad e Tobago.

Sono state descritte molte sottospecie.

## Biologia

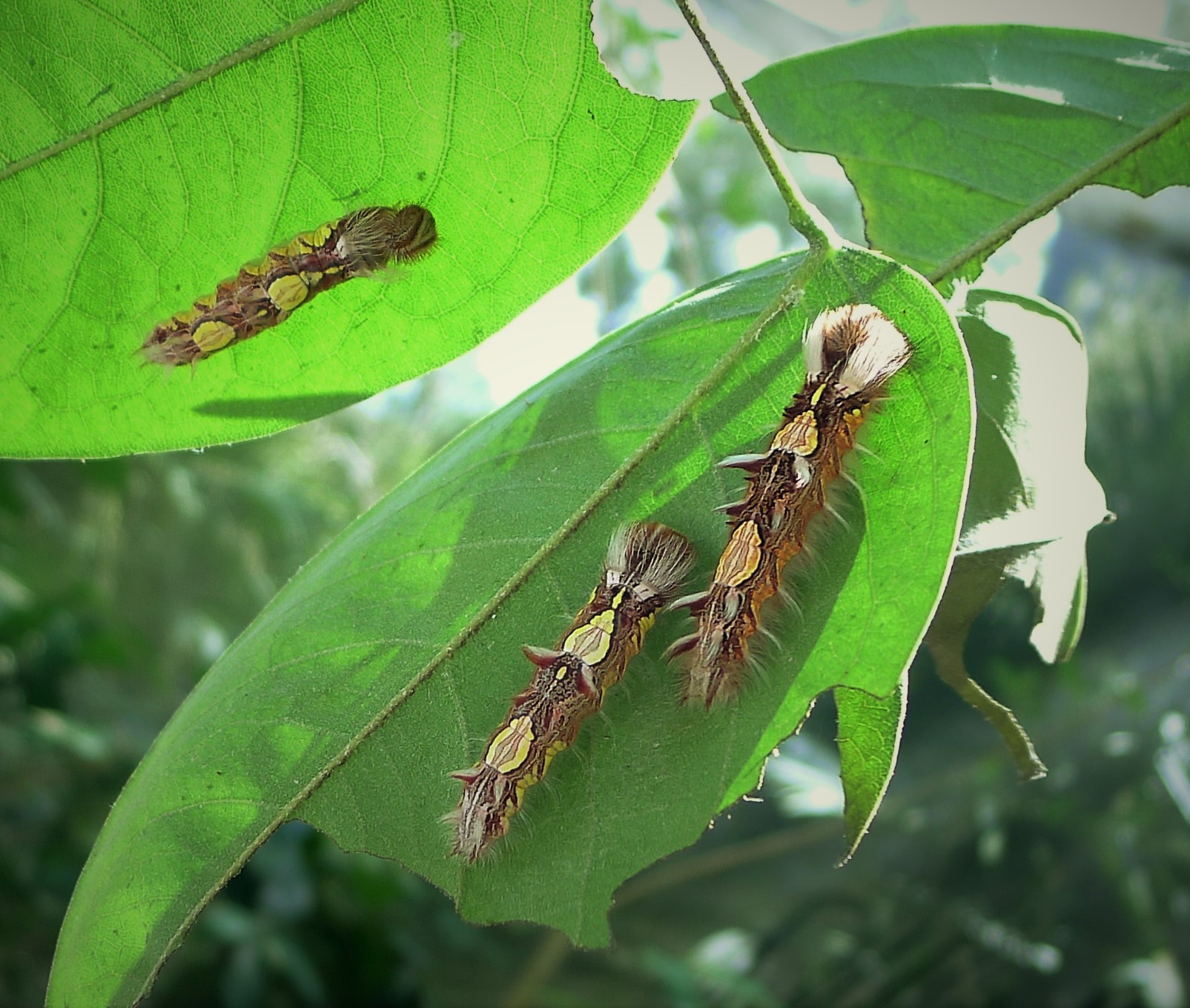
Bruchi di M. helenor

I bruchi si cibano di Inga, Wisteria, Trifolium, Arachis e Robinia.

## Galleria d'immagini

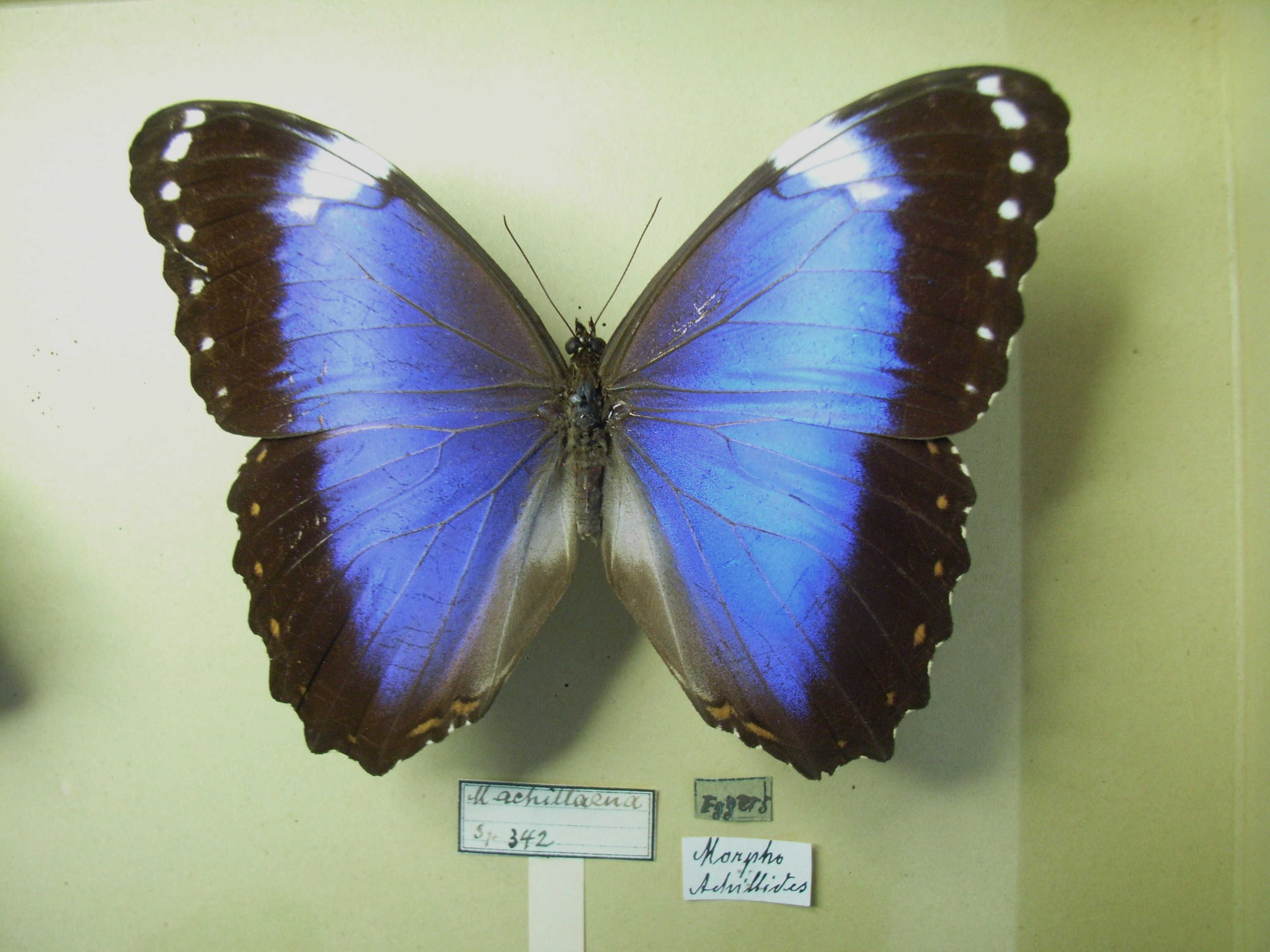
Morpho helenor achilleana
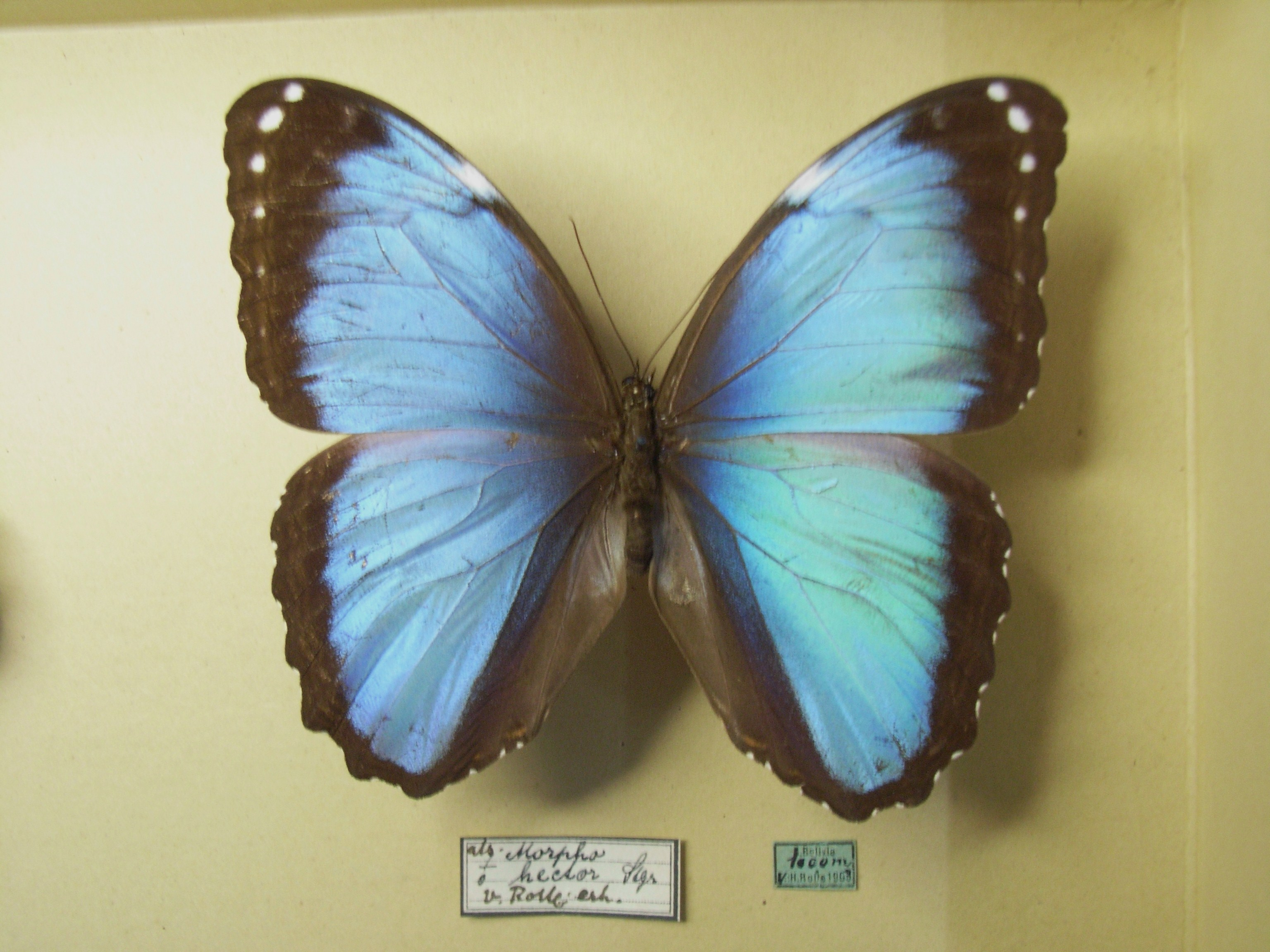
Morpho helenor hector
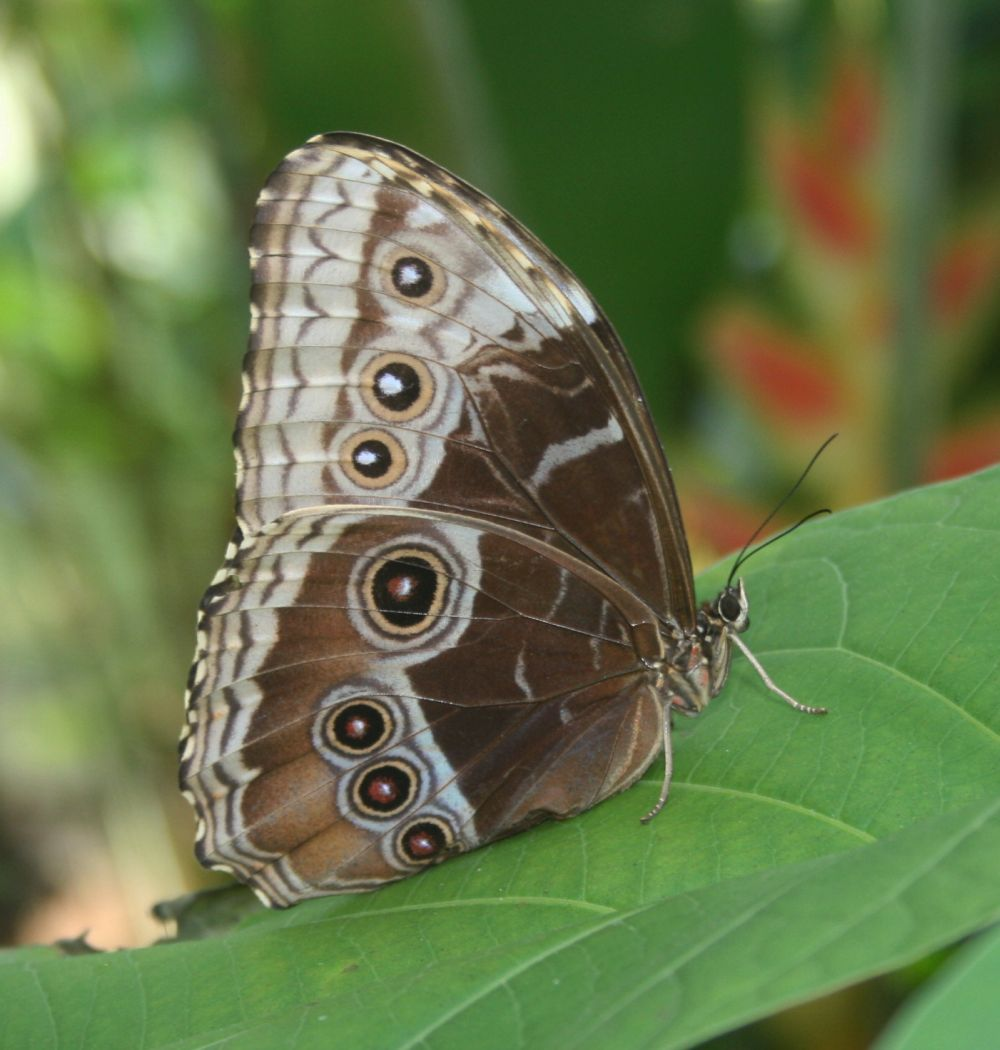
Morpho helenor marinita
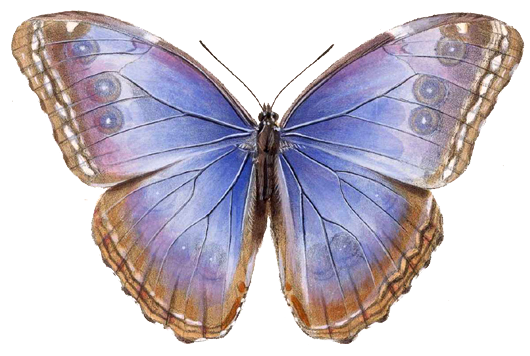
Morpho helenor octavia
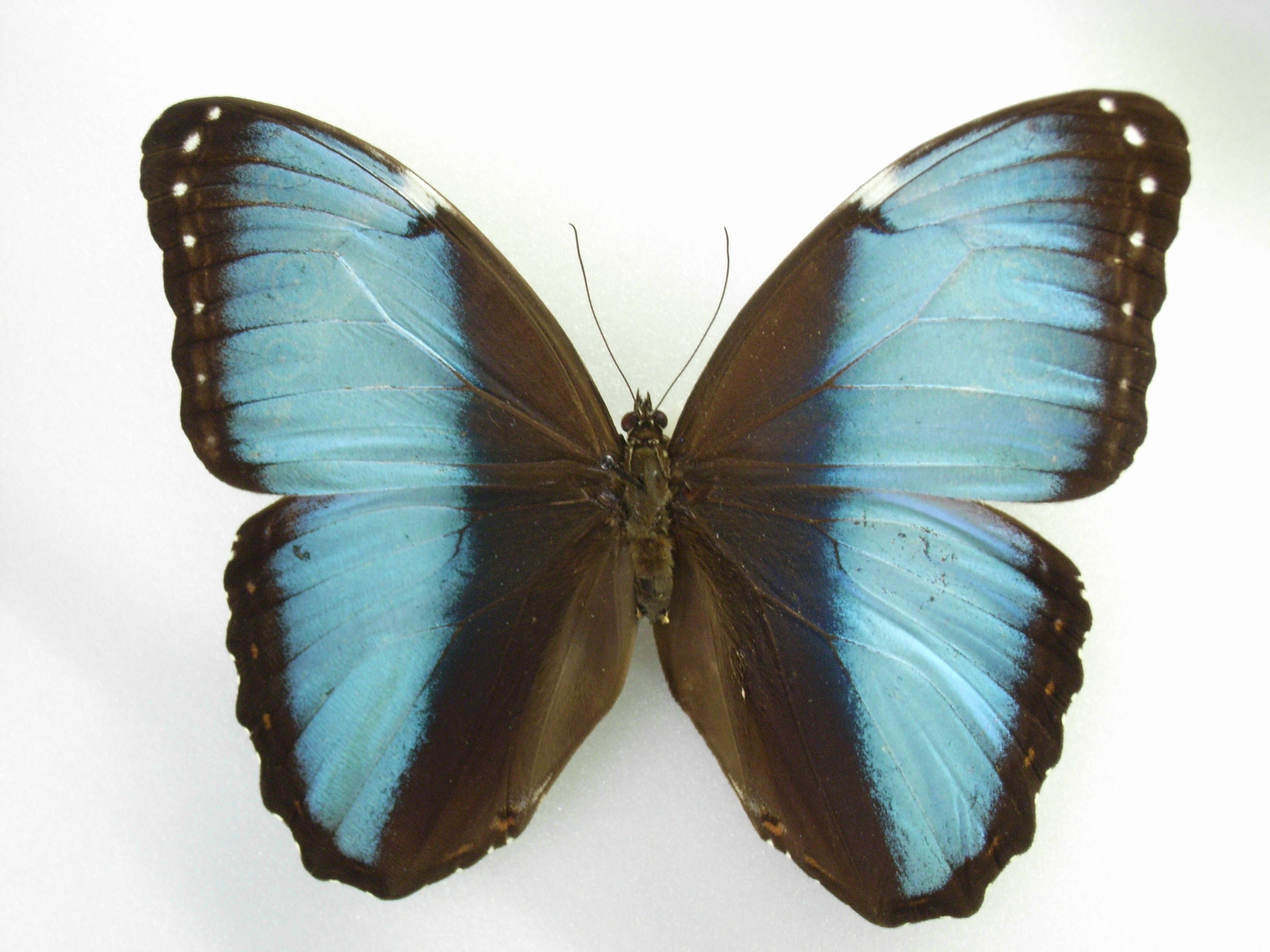
Morpho helenor papirius
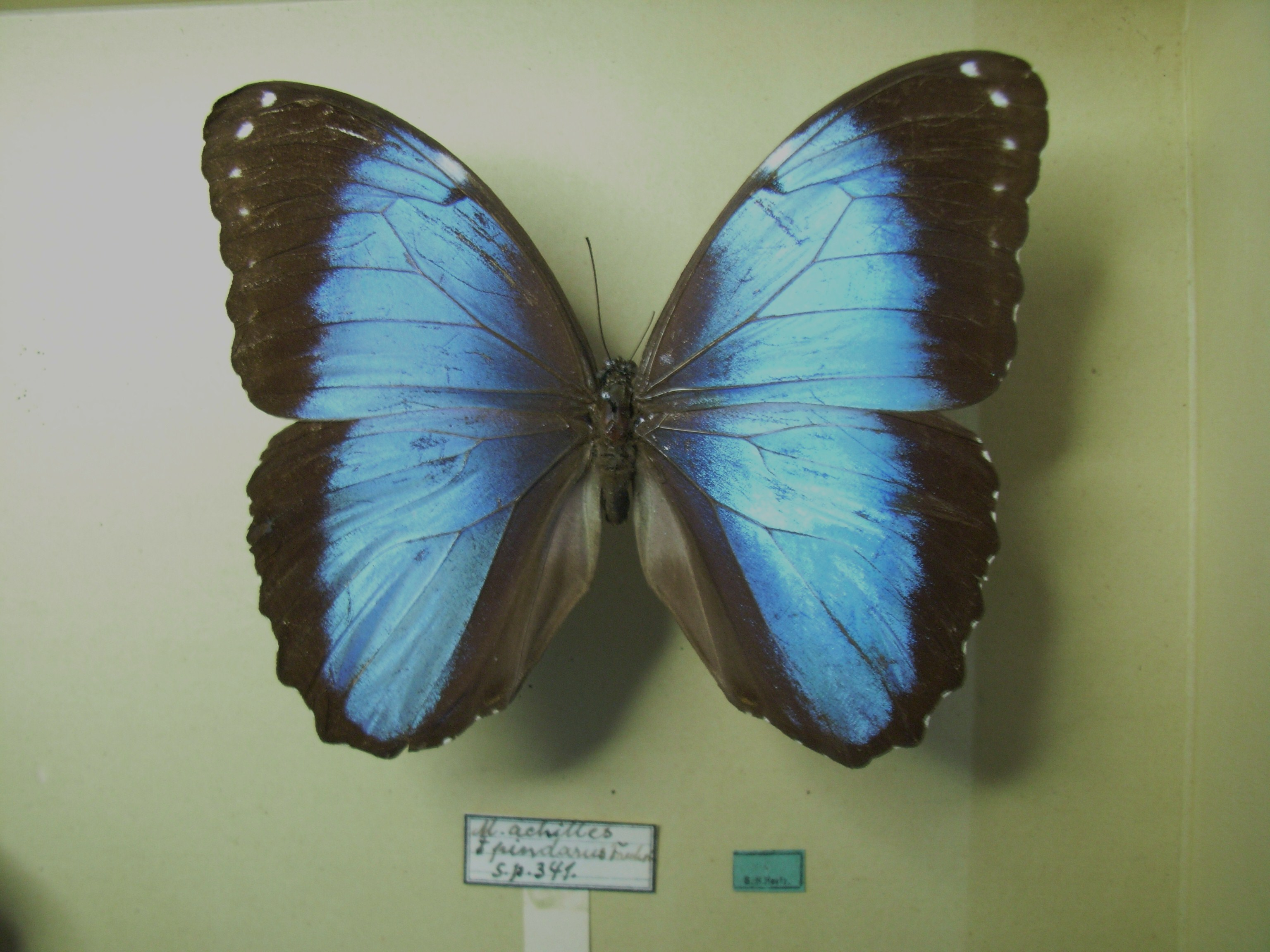
Morpho helenor pindarus
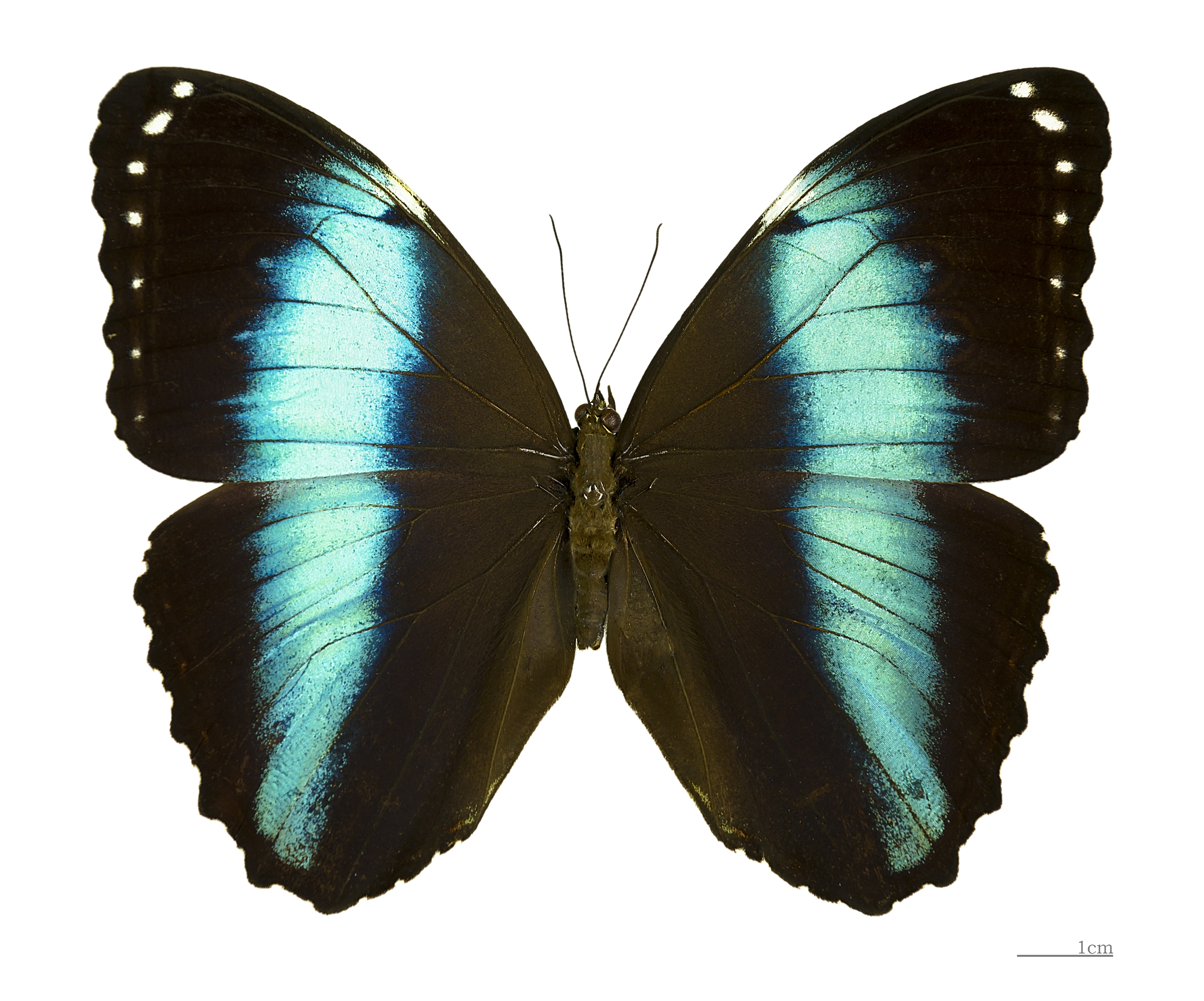
Morpho helenor helenor ♂ - MHNT
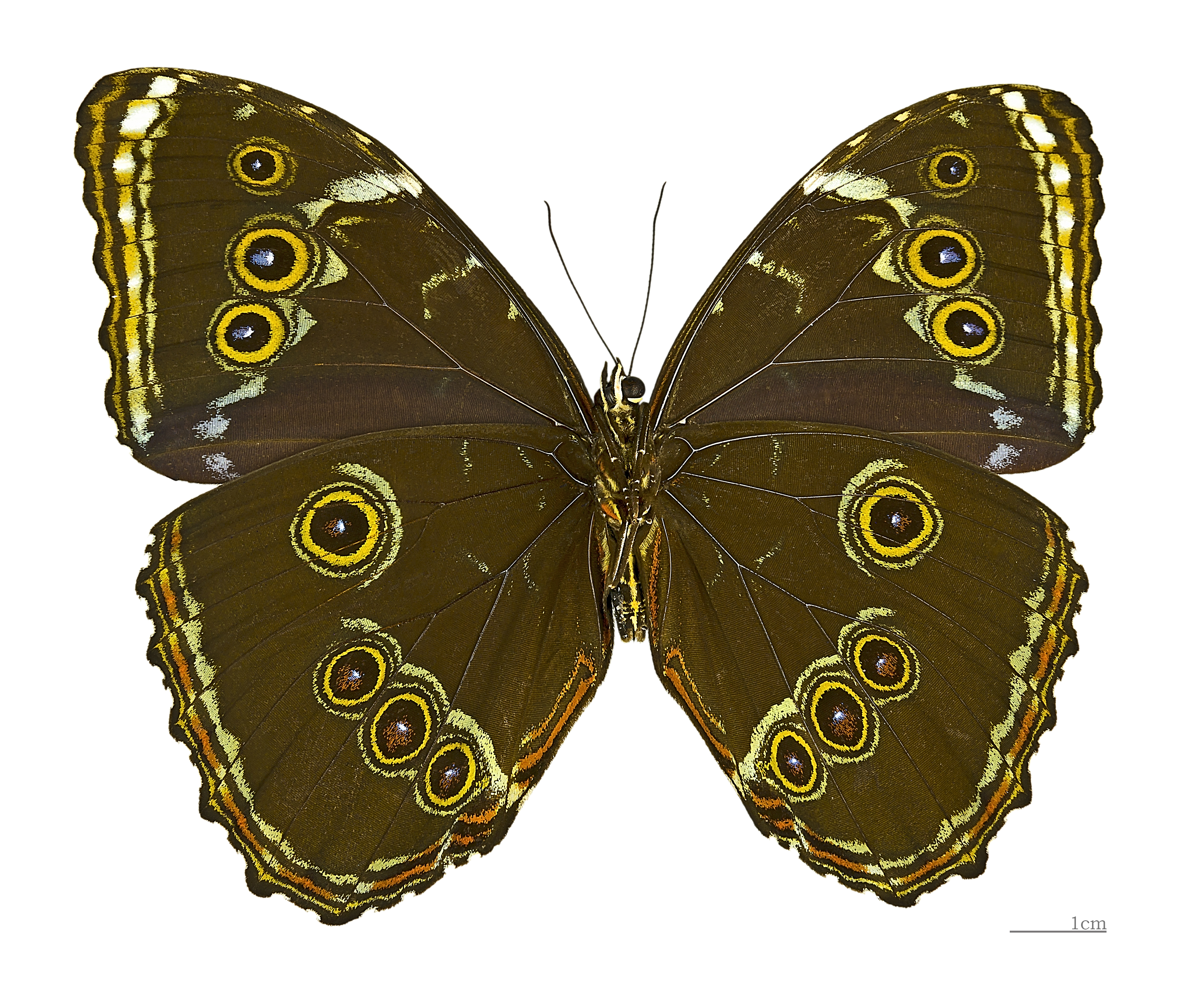
Morpho helenor helenor △ ♂ - MHNT
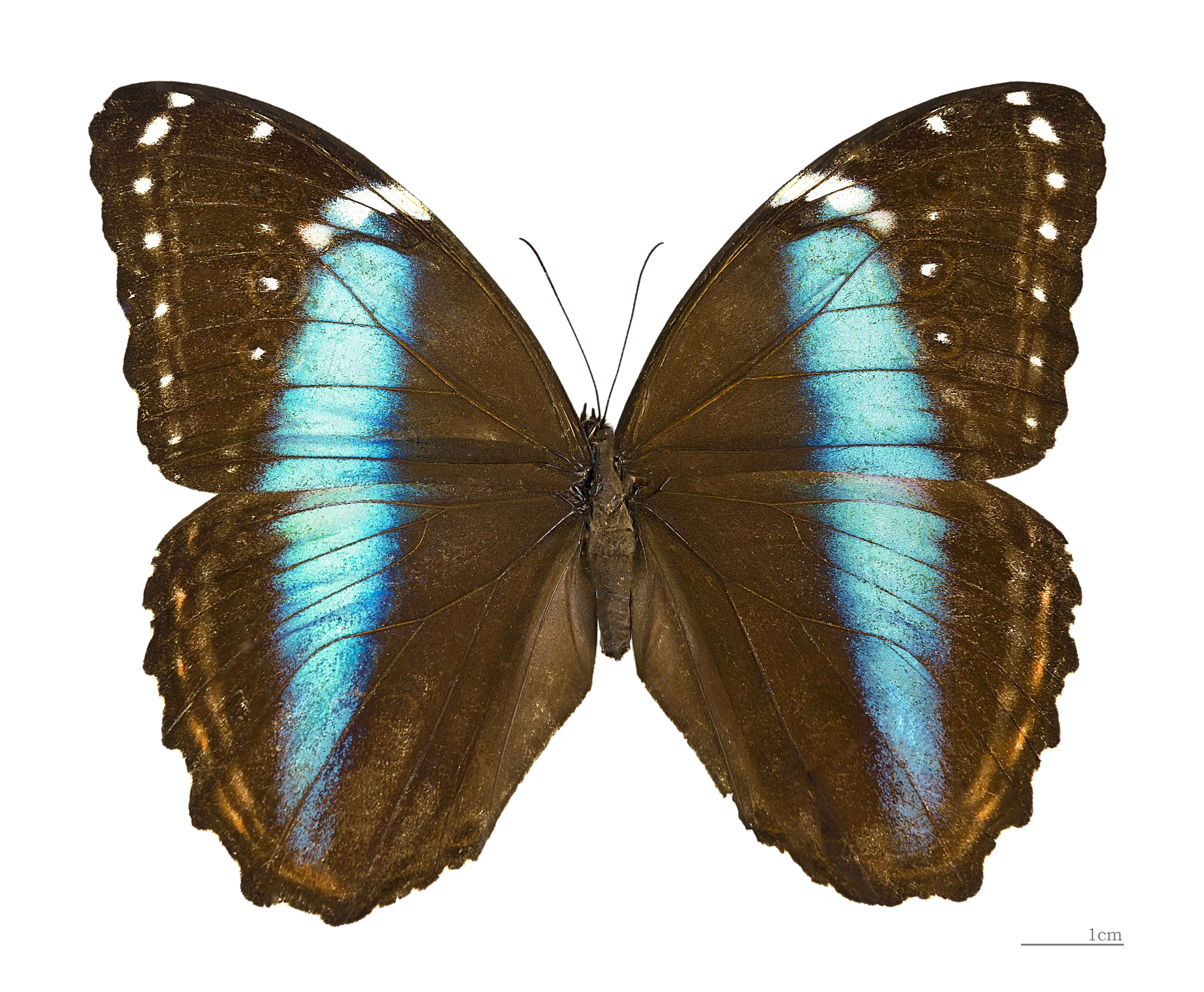
Morpho helenor helenor ♀ - MHNT
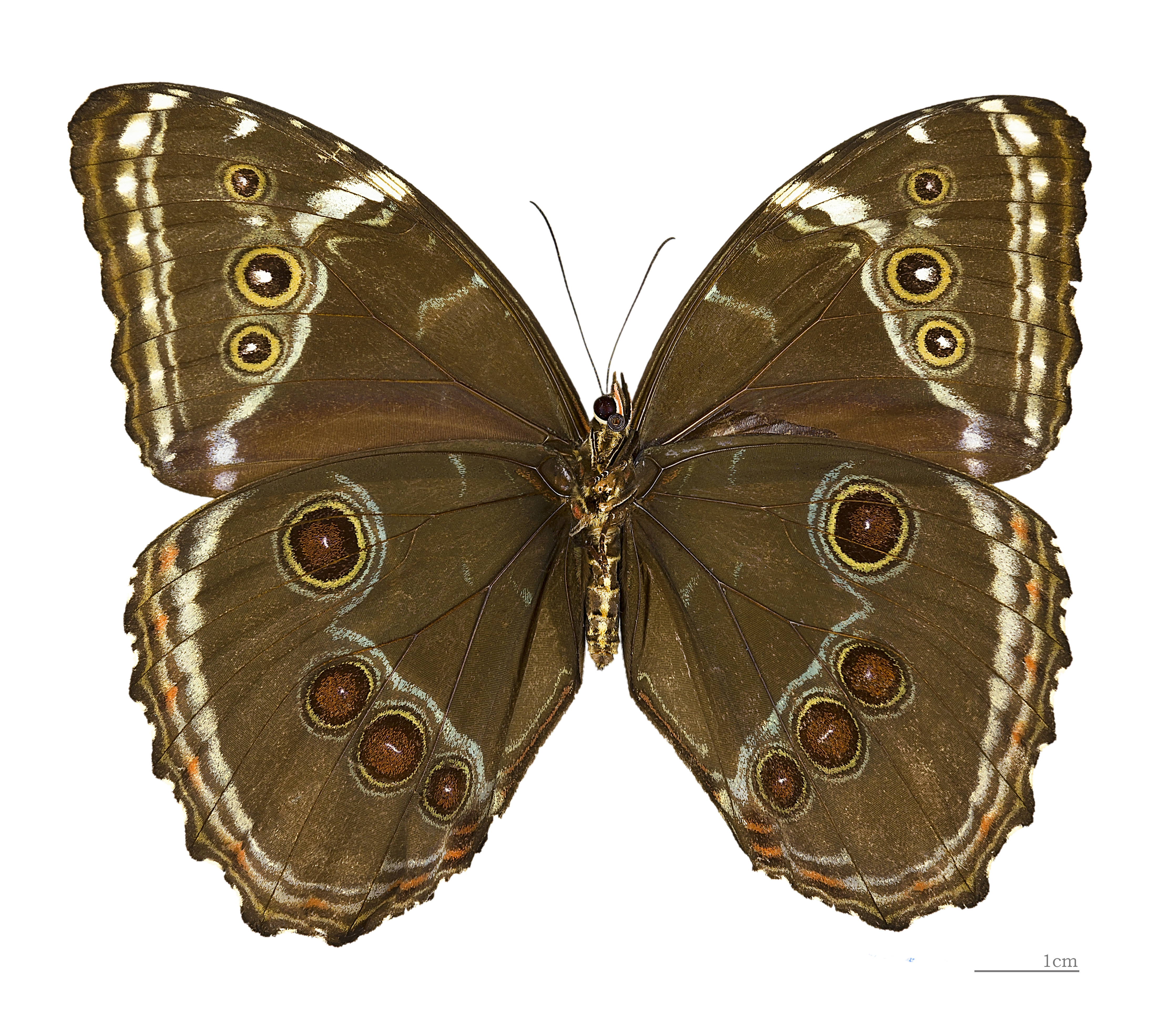
Morpho helenor helenor △ ♀ - MHNT